# Figaro (Disneyfigur)
Figaro är en seriefigur, en fiktiv katt som ursprungligen skapades till Disneys långfilm Pinocchio år 1940. I Pinocchio är Figaro dockmakaren Geppettos katt. I Pinocchios äventyr av Carlo Collodi från 1883, den bok som filmen baseras på, finns det en katt hemma hos Geppetto men den har där inget namn. Senare kom Figaro till Musse Piggs värld, där han är en katt som tillhör Mimmi Pigg. Figaro har varit med i ett antal kortfilmer från Disney och i tre av dessa är han huvudfiguren. Den första kortfilmen om Figaro var Figaro och Cleo från 1943, där Cleo är en guldfisk som precis som Figaro ursprungligen är en bifigur från filmen Pinocchio. I kortfilmen Figaro och kanariefågeln från 1947 är figuren Frankie en kanariefågel som irriterar Figaro med sin sång. Kortfilmen Figaro på äventyr där Figaro är huvudfigur är från 1946.
Figaro är också med i några kortfilmer där Pluto har huvudrollen, i filmerna Pluto får första förband, Plutos plågoande och En kofta åt Pluto. I dessa filmer är Figaro antagonist till Pluto och han retar ofta Pluto till gallfeber. Vid deras fajter är Figaro alltid vinnaren, men när Mimmi kommer in bilden blir Pluto segraren. Det finns också filmer där Pluto inte finns med, utan Figaro är huvudrollsinnehavaren, men Mimmi är alltid hans matte.